# Gruta de Montespan
La Gruta de Montespan - Grotte de Montespan (francès) - o Souterrain de Houantaou - Sosterran dera Hontau (occità) - és una cavitat subterrània, gruta classificada al títol dels monuments històrics el 1924. Situada a cavall dels municipis de Montespan i Ganties a l'Alta Garona, a la regió d'Occitània, és famosa per a les seves escenes d'art parietal així com per la presència d'estàtues d'animals d'argila datades del Paleolític superior. La gruta forma part d'una xarxa subterrània excavada a la pedra calcària de l'etapa urgoniana.
El nom de Montespan prové de la localitat de Montespan, tanmateix aquesta denominació és recent, el nom donat pels vilatans és el de souterrain de La Hountaou ou Hount du Hountaou en gascó. Els termes "hount" i "hountaou" són la transcripció fonètica de les paraules gascones Hont i Hontau, que, tant l'un com l'altre signifiquen "font". Dita "font" pot referir-se tant a una construcció o bé, com aquí, a una surgència.
El 21 d'agost de 1922, Norbert Casteret franquejà en apnea dos sifons i l'any 1923, hi descobrí els relleus d'argila afaiçonats per l'home, representant cavalls així com una estàtua d'argila representant un ós sense cap, amb un veritable crani d'os als seus peus. Aquestes representacions d'argila són datades del Paleolític superior i es compten entre les més antigues del món. Juntament amb altres descobertes arqueològiques, són la base factual de la teoria del culte de l'os desenvolupada als anys 1920 que es creu que fou desenvolupada per certs pobladors prehistòrics.
Fortament degradada des de la seva descoberta, s'ha prohibit l'accés a la Gruta de Montespan, ja que les múltiples visites han tingut l'efecte perjudicial sobre certs relleus dels quals no queda res més que el testimoni dels primers descobridors